# Ropica coreana
Ropica coreana là một loài bọ cánh cứng trong họ Cerambycidae.